# 伊斯蘭債券
伊斯蘭債券，又名回教債券，是一種可在二級市場上交易的債務工具，而這些交易必須遵從伊斯蘭教的宗教規定，英文名稱為sukuk，即certificate的阿拉伯文，通常以信託憑證（trust certificates）或參與憑證（participation securities）的形式發行。
馬來西亞是第一個發行伊斯蘭債券的國家，近年得到大幅增長，主要是因為波斯灣地區的石油帶來了可觀的收入，現在，除波斯灣地區外，印尼甚至非伊斯蘭教國之日本及中國均有發行伊斯蘭債券。
伊斯蘭債券與傳統的資產擔保證券很相似，但要注意的是，交易成本一般較高，因為會涉及伊斯蘭教國家一些特定的法律，而且，在發展初期，由於投資人多數會持有債券至到期日，故此接近沒有二級市場，不過，隨發行量擴大，二級市場的交易也開始活躍，不過其流動性仍然比不上傳統債券。
伊斯蘭債券不能涉及以下的範疇：
- 保險及金融衍生工具。
- 具有投機性質的金融交易如期貨與期權。
- 一切和豬肉、酒類與賭場等有關的業務。